# 九龍酒店

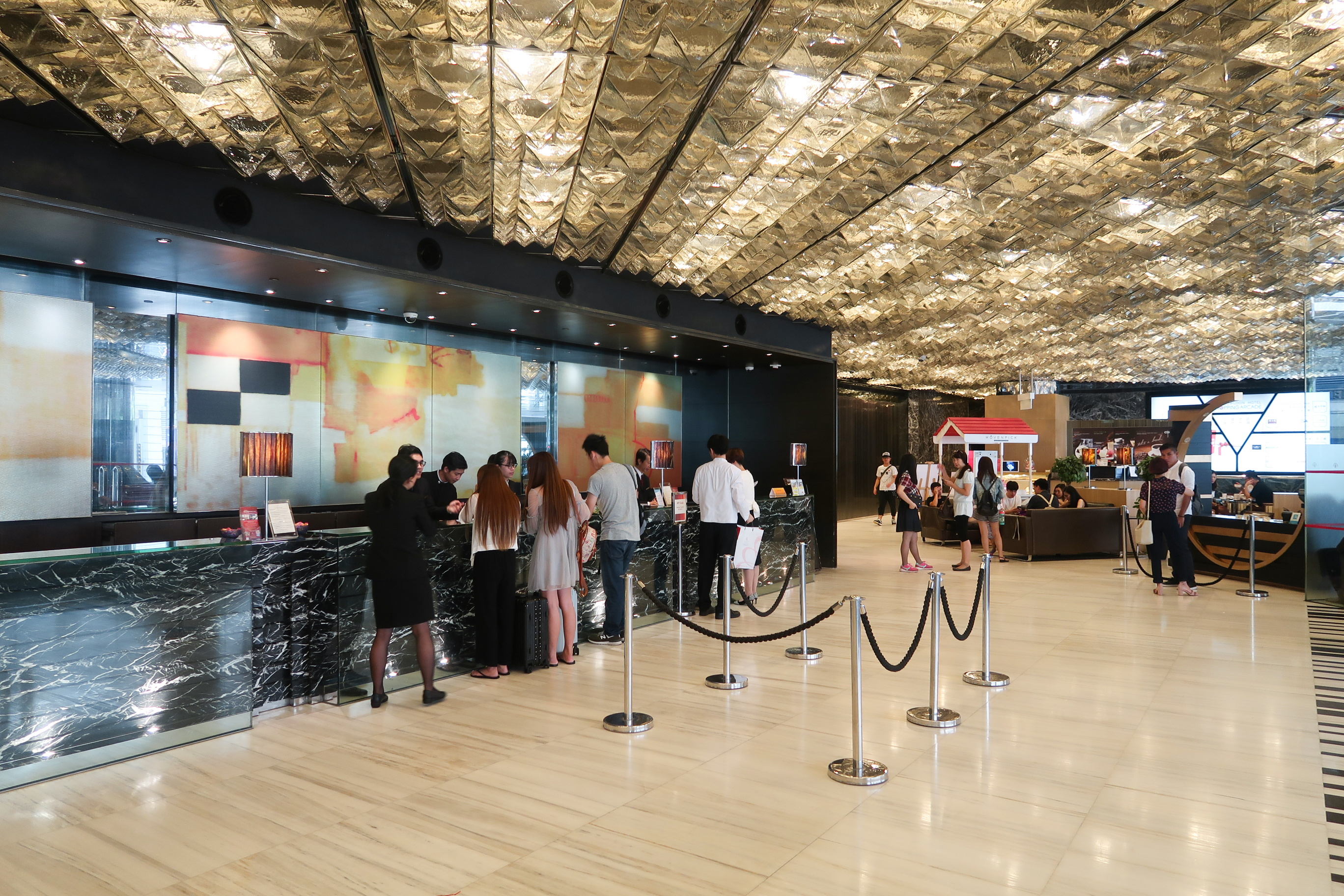
酒店大堂

九龍酒店（英語：The Kowloon Hotel）是位於香港九龍半島的一間酒店，位於九龍尖沙咀彌敦道與漢口道交界，於1985年落成，1986年2月16日開幕，原址為美輪大酒店（Hotel Merlin）及半島閣（Peninsula Court），酒店地庫直通港鐵尖沙咀站／尖東站L4出口。九龍酒店是海逸國際酒店集團的成員之一，位於尖沙咀海傍，部分房間的景觀可眺望部分維多利亞港。
九龍酒店共設有736間客房，包括分為標準及高級（低層），以及豪華及海景（高層）客房。酒店大堂設有咖啡廳，二樓設有中菜廳、西餐廳及酒吧。其中中菜廳部分可劃為舉辦宴會之用。

## 歷史
九龍酒店原為香港上海大酒店擁有，於2004年12月24日以19.3億元出售予長江實業及和記黃埔各持60%的合資公司，並成為海逸國際酒店集團的成員酒店，並將原來的純文字標誌以海逸國際酒店集團的商標格式所取代。

## 鄰近
- 半島酒店
- 香港喜來登酒店
- 重慶大廈
- 香港太空館
- 香港文化中心

## 九龍酒店商場

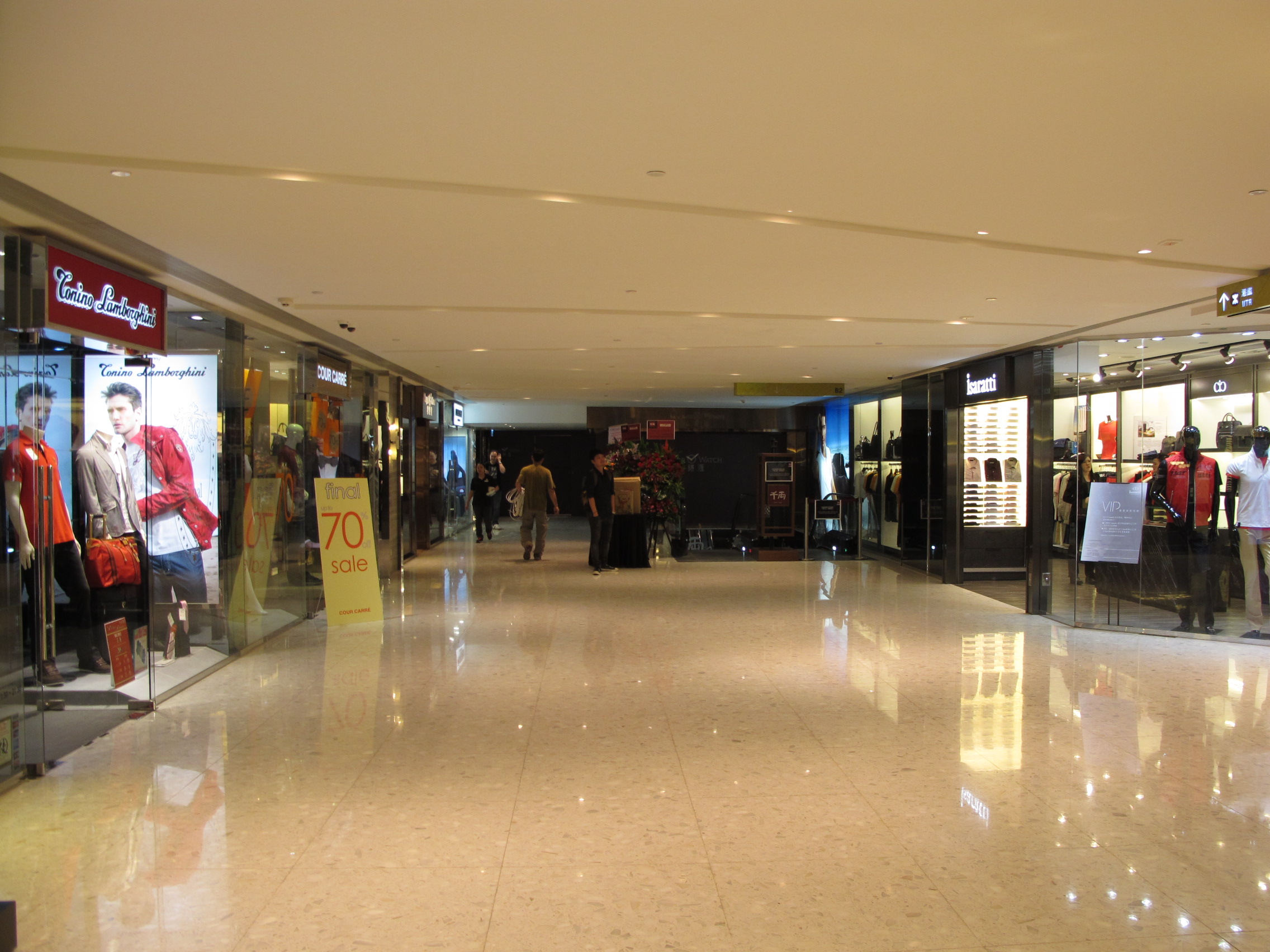
九龍酒店商場地庫二層，右方直通港鐵行人隧道。與鄰近的半島酒店商場一樣，由於商店組合均為高奢商店且營業時間較短，因此大部分時間人流稀少

九龍酒店商場設於地庫部分。地庫一層及二層原為中菜廳環龍閣及宴會廳，其後位於地庫二層的環龍閣易名為海逸軒，並於2006年4月結業（2008年7月已遷至二樓並以龍逸軒名義重新開業）。中菜廳及宴會廳遷出後，地庫部分於2006年至2011年期間曾經為西武百貨的尖沙咀分店，為香港最後一家西武分店。西武尖沙咀店於2011年9月結業後，原址再次進行改建為九龍酒店商場，於2013年開業，地面商鋪部分及B1層租予莎莎、B2層則分拆成多個舖位，直通尖東站L4出入口，B3層則租予日本餐廳千両，樓層之間有扶手電梯連接。其後B2層多個舖位改為醫務所。

## 事件
2022年4月27日，處於隔離期間的著名藝人曾江被發現在房間內倒斃，據悉他曾向女兒透露心口痛，女婿隨即送藥到檢疫酒店，不過無法得知職員有否將藥送上房。事件引起民眾質疑檢疫酒店支援不足。

## 外部連結
- 九龍酒店官方網址 （页面存档备份，存于）